# الترجمان (فلم)
الترجمان هو فيلم مصري عرض عام 1961، بطولة إسماعيل ياسين وزهرة العلا وإستفان روستي، ومن إخراج حسن الصيفي.

## قصة الفيلم
الترجمان يحب ابنة عمه إلا أن والدها يتمسك بأن يدفع الترجمان المهر المناسب، ولا يجد غير البيت القديم الذي يملكه، يعرضه للبيع، ولكن تاجر الآثار القديمة لا يعرض إلا ثمنًا بخسًا، في نفس الوقت تبحث إحدى عصابات سرقة الآثار عن تابوت ملكة فرعونية وتكتشف وجوده في منزل الترجمان.

## طاقم التمثيل
- إسماعيل ياسين: (إسماعيل الطبري - الترجمان)
- زهرة العلا: (عزيزة)
- إستفان روستي: (رستم)
- نجوى فؤاد: (نجوى)
- لطفي الحكيم: (عمران - والد عزيزة)
- إدمون تويما: (الخواجة فوكسون بيرج)
- أميمة عمارة: (هيلدا - ابنة الخواجة فوكسون)
- منير ياسين: (هانز - السكرتير)
- عبد النبي محمد: (صاحب البازار)
- نوال الجزائرية
- عبد المنعم بسيوني
- مختار السيد
- محمد طه: (المطرب)
- ليلى يسري: (الراقصة)

## فريق العمل
- إخراج: حسن الصيفي
- تأليف: عباس كامل
- مدير التصوير: محمود فهمي
- مونتاج: حسين أحمد
- إنتاج: السينمائيين المتحدين (عبد العزيز فهمي)
- توزيع داخلي: السينمائيين المتحدين (عبد العزيز فهمي)
- توزيع خارجي: المتحدة للسينما (صبحي فرحات)